# Lista de prêmios e indicações recebidos por Dua Lipa
Dua Lipa é uma cantora, compositora e modelo britânica que já recebeu diversos prêmios e indicações. Ela ganhou destaque com o lançamento de um de suas primeiras músicas de trabalho, "Be The One", em 2016, que posteriormente viria a fazer parte de seu álbum de estreia homônimo, lançado em 2017. O album recebeu diversas indicações e prêmios, recebendo 3 indicações no BRIT Awards. O Dua Lipa (álbum) ganhou o prêmio de Álbum Internacional do Ano na décima terceira edição do LOS40 Music Awards. Ainda em 2017, após o sucesso de New Rules, Lipa ganhou destaque internacional e recebeu dezenas de indicações das quais ganhou "Melhor Vídeo Pop", pela UK Music Video Awards, "Winning Videos", pelo iHeart Radio Music Awards, "International Song Of The Year", pela LOS40 Music Awards.
Sua parceria com o produtor escocês Calvin Harris, "One Kiss", que entrou no relançamento do Dua Lipa (álbum), recebeu duas indicações no BRIT Awards 2019, das quais ganhou "Melhor Single Britânico". Com os produtores britânicos do duo "Silk City", Lipa lançou "Electricity", música de trabalho que lhe rendeu uma de suas duas primeiras vitórias no 61° Grammy Awards em "Melhor Gravação Dance". 
Future Nostalgia (2020), segundo álbum de estúdio de Dua Lipa, lhe rendeu 3 indicações ao Brit Awards ganhando 2 das 3 indicações. “Álbum Of The Year” e “Female Artist British Of The Year” também rendeu seis indicações no 63° Grammy Awards, incluindo suas primeiras indicações em "Álbum do Ano", "Gravação do Ano", "Música do Ano" e "Melhor Album Pop Vocal", das quais ela ganhou a última. "Don't Start Now", primeira música de trabalho de seu segundo álbum, lhe rendeu sua primeira vitória no American Music Awards na categoria "Música Favorita - Pop/Rock". "Physical", segunda música de trabalho, recebeu o prêmio de "Melhor Efeitos Visuais" no MTV Video Music Awards. "Break My Heart" recebeu os prêmios de "Melhor Vídeo - Pop", pelo UK Music Video Awards, "Melhor Vídeo Internacional Feminino", no MTV Video Music Awards Japão, "Titanium Award", pela iHeart Radio Titanium Awards além de outros prêmios. O Future Nostalgia coleciona mais de 33 prêmios dentre os quais estão "Álbum Britânico do Ano", pelo BRIT Awards e "Album Internacional do Ano", pelo LOS40 Music Awards, sendo a segunda vitória de Lipa nesta premiação.
Lipa já foi indicada a nove Brit Awards, dez Grammy Awards e cinco NME Awards, vencendo cinco, três e um respectivamente. Ela tornou-se a primeira cantora a receber cinco indicações em um único ano no Brit Awards.

## American Music Awards
O Prêmio da Música Americana (do inglês: American Music Awards - AMA) é uma premiação anual da música estadunidense, criado por Dick Clark em 1973. 
| Ano  | Recipiente                                 | Categoria                            | Resultado |
| ---- | ------------------------------------------ | ------------------------------------ | --------- |
| 2018 | Dua Lipa                                   | Artista Revelação                    | Indicado  |
| 2020 | "Don't Start Now"                          | Canção Favorita - Pop/Rock           | Venceu    |
| 2020 | Dua Lipa                                   | Artista Feminina Favorita - Pop/Rock | Indicado  |
| 2021 | Dua Lipa                                   | Artista Feminina Favorita - Pop/Rock | Indicado  |
| 2021 | "Levitating"                               | Canção Favorita - Pop/Rock           | Indicado  |
| 2021 | Future Nostalgia                           | Álbum Favorito - Pop/Rock            | Indicado  |
| 2022 | "Cold Heart (Pnau Remix)" (com Elton John) | Melhor Colaboração                   | Venceu    |

## ASCAP Awards

### ASCAP Pop Music Awards
O ASCAP Pop Music Awards é uma premiação estadunidense realizada pela Sociedade Americana de Compositores, Autores e Editores (ASCAP), em reconhecimento ao "impacto e desenvolvimento de novos gêneros musicais, os quais ajudam a moldar o futuro da música."
| 2017 | Dua Lipa | ASCAP Vanguard Award | Venceu | ASCAP Pop Awards “Don’t Start Now” and “Break My Heart” | Venceu | Ascap Latin Awards “Un dia” | Venceu | Ascap Pop Awards “Electricity” | Venceu |

## Bambi Awards
| Ano  | Recipiente | Categoria            | Resultado |
| ---- | ---------- | -------------------- | --------- |
| 2018 | Dua Lipa   | Música Internacional | Venceu    |

## BBC Awards

### BBC Music Awards
O BBC Music Awards é a premiação anual de música pop da rede de rádio e televisão do Reino Unido BBC, realizada todo mês de dezembro, como uma celebração dos feitos musicais nos últimos doze meses.
| Ano  | Recipiente | Categoria    | Resultado |
| ---- | ---------- | ------------ | --------- |
| 2017 | Dua Lipa   | Álbum do Ano | Indicado  |

### BBC Radio 1's Teen Awards
O BBC Teen Awards é um evento de música britânico exclusivo para jovens de 14 a 17 anos.
| Ano  | Recipiente                     | Categoria                     | Resultado |
| ---- | ------------------------------ | ----------------------------- | --------- |
| 2017 | Dua Lipa                       | Melhor Artista Solo Britânico | Indicado  |
| 2017 | "New Rules"                    | Melhor Single Britânico       | Venceu    |
| 2018 | Dua Lipa                       | Melhor Artista Solo Britânico | Indicado  |
| 2018 | "One Kiss" (com Calvin Harris) | Melhor Single Britânico       | Indicado  |

### Sound of...
Sound of... é uma pesquisa anual da BBC com críticos de música e figuras da indústria para encontrar os novos talentos musicais mais promissores. Ele foi conduzido pela primeira vez pelo site da BBC News em 2003, e agora é amplamente coberto pelos veículos on-line, de rádio e TV da corporação, bem como por outras mídias. Uma lista de 15 pessoas é publicada todo mês de dezembro, e uma lista dos finalistas e um vencedor anual anunciados no mês de janeiro seguinte.
| Ano  | Recipiente | Categoria        | Resultado |
| ---- | ---------- | ---------------- | --------- |
| 2016 | Dua Lipa   | Sound of... 2016 | Indicado  |

## Billboard Awards

### Billboard Latin Music Awards
| Ano  | Recipiente | Categoria                | Resultado |
| ---- | ---------- | ------------------------ | --------- |
| 2021 | Dua Lipa   | Artista Crossover do Ano | Indicado  |

### Billboard Music Awards
| Ano  | Recipiente                                 | Categoria                          | Resultado |
| ---- | ------------------------------------------ | ---------------------------------- | --------- |
| 2019 | Dua Lipa                                   | Conquista de Chart da Billboard    | Indicado  |
| 2019 | Dua Lipa                                   | Top Artista Revelação              | Indicado  |
| 2019 | "One Kiss" (com Calvin Harris)             | Top Canção Dance/Eletrônica        | Indicado  |
| 2021 | Dua Lipa                                   | Top Artista Feminina               | Indicado  |
| 2021 | Dua Lipa                                   | Top Artista da Hot 100             | Indicado  |
| 2021 | Dua Lipa                                   | Top Artista das Rádios             | Indicado  |
| 2021 | "Don't Start Now"                          | Top Canção das Rádios              | Indicado  |
| 2022 | Dua Lipa                                   | Top Artista Feminina               | Indicado  |
| 2022 | Dua Lipa                                   | Top Artista de Vendas de Músicas   | Indicado  |
| 2022 | Dua Lipa                                   | Top Artista da Global (Excl. U.S.) | Indicado  |
| 2022 | "Levitating"                               | Top Canção da Hot 100              | Indicado  |
| 2022 | "Levitating"                               | Top Canção de Streaming            | Indicado  |
| 2022 | "Levitating"                               | Top Canção de Vendas               | Indicado  |
| 2022 | "Levitating"                               | Top Canção das Rádios              | Venceu    |
| 2022 | "Levitating"                               | Top Canção da Global 200           | Indicado  |
| 2022 | "Cold Heart (Pnau Remix)" (com Elton John) | Top Canção Dance/Eletrônica        | Venceu    |

### Billboard Women in Music
| Ano  | Recipiente | Categoria         | Resultado |
| ---- | ---------- | ----------------- | --------- |
| 2020 | Dua Lipa   | Prêmio Powerhouse | Venceu    |

## BRIT Awards
O BRIT Awards é a prêmiação anual de música pop da Indústria Fonográfica Britânica (BPI).
| Ano  | Recipiente                                 | Categoria                   | Resultado |
| ---- | ------------------------------------------ | --------------------------- | --------- |
| 2017 | Dua Lipa                                   | Escolha da Crítica          | Indicado  |
| 2018 | Dua Lipa                                   | Artista Revelação Britânico | Venceu    |
| 2018 | Dua Lipa                                   | Cantora Britânica do Ano    | Venceu    |
| 2018 | Dua Lipa                                   | Álbum Britânico do Ano      | Indicado  |
| 2018 | "New Rules"                                | Single Britânico do Ano     | Indicado  |
| 2018 | "New Rules"                                | Vídeo Britânico do Ano      | Indicado  |
| 2019 | "One Kiss" (com Calvin Harris)             | Single Britânico do Ano     | Venceu    |
| 2019 | "IDGAF"                                    | Single Britânico do Ano     | Indicado  |
| 2019 | "One Kiss" (com Calvin Harris)             | Vídeo Britânico do Ano      | Indicado  |
| 2019 | "IDGAF"                                    | Vídeo Britânico do Ano      | Indicado  |
| 2021 | Dua Lipa                                   | Cantora Britânica do Ano    | Venceu    |
| 2021 | Future Nostalgia                           | Álbum Britânico do Ano      | Venceu    |
| 2021 | "Physical"                                 | Single Britânico do Ano     | Indicado  |
| 2022 | "Cold Heart (Pnau Remix)" (com Elton John) | Canção do Ano               | Indicado  |
| 2022 | Dua Lipa                                   | Melhor Artista de Pop/R&B   | Venceu    |
| 2023 | Dua Lipa                                   | Melhor Artista de Pop/R&B   | Indicado  |
| 2024 | "Dance the Night"                          | Canção do Ano               | Indicado  |
| 2024 | Dua Lipa                                   | Artista Britânico do Ano    | Indicado  |
| 2024 | Dua Lipa                                   | Melhor Artista de Pop       | Venceu    |

## D&AD Awards
O D&AD Awards reúne trabalhos criativos, projetos inspiradores, de todo o mundo, de qualquer pessoa do setor de design e publicidade.
| Ano  | Recipiente  | Categoria             | Resultado |
| ---- | ----------- | --------------------- | --------- |
| 2018 | "New Rules" | Direção em Videoclipe | Venceu    |

## ECHO Awards
O ECHO Awards é um prêmio de música alemã concedido todos os anos pela Academia Alemã de Áudio, uma associação de gravadoras.
| Ano  | Recipiente | Categoria                                | Resultado |
| ---- | ---------- | ---------------------------------------- | --------- |
| 2018 | Dua Lipa   | Melhor Cantora Internacional de Rock/Pop | Indicado  |

## Electronic Music Awards
O Electronic Music Awards é uma premiação focada no gênero de música eletrônica, criada pelo produtor britânico Paul Oakenfold e pela empresa de entretenimento Hunt & Crest, e produzida pela Live L!ve Media.
| Ano  | Recipiente                                | Categoria     | Resultado |
| ---- | ----------------------------------------- | ------------- | --------- |
| 2017 | "Scared to Be Lonely" (com Martin Garrix) | Single do Ano | Indicado  |

## Eurosonic Noorderslag
O Eurosonic Noorderslag é um festival e conferência anual de música com duração de quatro dias, realizado em janeiro, na cidade de Groninga, na Holanda. Vários prêmios são entregues durante a Eurosonic Noorderslag: o European Border Breakers Awards (EBBA), o European Festivals Awards, o Buma Cultuur Pop Award, o Pop Media Award, o Feather, o "Iron Venue e Festival Animals", e o Buma Music Meets Tech Award.
| Ano  | Recipiente | Categoria                                   | Resultado |
| ---- | ---------- | ------------------------------------------- | --------- |
| 2017 | Dua Lipa   | European Border Breakers Award: Reino Unido | Venceu    |
| 2017 | Dua Lipa   | Escolha do Público                          | Venceu    |
| 2017 | Dua Lipa   | Artista Revelação do Ano                    | Venceu    |

## Gaygalan Awards
O Gaygalan é um prêmio sueco apresentado pela revista QX.
| Ano  | Recipiente  | Categoria                   | Resultado |
| ---- | ----------- | --------------------------- | --------- |
| 2018 | "New Rules" | Canção Internacional do Ano | Indicado  |

## Glamour Awards
O Glamour Awards é uma premiação britânica anual oferecida pela revista Glamour para homenagear mulheres "extraordinárias e inspiradoras" de diversas áreas, incluindo entretenimento, negócios, esportes, música, ciências, medicina, educação e política. Há também um prêmio para os homens, distribuído todo ano, chamado de Homem do Ano.
| Ano  | Recipiente | Categoria         | Resultado |
| ---- | ---------- | ----------------- | --------- |
| 2017 | Dua Lipa   | Próxima Revelação | Venceu    |

## Global Awards
O Global Awards é uma premiação oferecida pela empresa de mídia britânica Global que premia artistas e canções tocados em rádios britânicas, tais como Capital, Capital XTRA, Heart, Classic FM, Smooth, Radio X, LBC e Gold, com as categorias de prêmios refletindo as canções, programas e notícias transmitidas em cada estação.
| Ano  | Recipiente                     | Categoria                         | Resultado |
| ---- | ------------------------------ | --------------------------------- | --------- |
| 2018 | Dua Lipa                       | Melhor Cantora                    | Indicado  |
| 2018 | Dua Lipa                       | Prêmio Estrela Ascendente         | Indicado  |
| 2018 | Dua Lipa                       | Melhor Artista Pop                | Indicado  |
| 2019 | Dua Lipa                       | Melhor Cantora                    | Venceu    |
| 2019 | Dua Lipa                       | Melhor Artista ou Grupo Britânico | Venceu    |
| 2019 | Dua Lipa                       | Melhor Artista Pop                | Indicado  |
| 2019 | "One Kiss" (com Calvin Harris) | Melhor Canção com Metro           | Indicado  |

## Golden Globe Awards
O Prêmios Globo de Ouro(pt-BR) ou Prémios Globo de Ouro(pt-PT?) (do inglês, Golden Globe Awards) são premiações anualmente entregues desde 1944 pela Associação de Imprensa Estrangeira de Hollywood (Hollywood Foreign Press Association) aos melhores profissionais do cinema/televisão no mundo.
| Ano  | Recipiente        | Categoria              | Resultado |
| ---- | ----------------- | ---------------------- | --------- |
| 2024 | "Dance the Night" | Melhor Canção Original | Indicado  |

## GQ Men of the Year Awards
O GQ Men of the Year Awards é uma premiação anual promovida pela revista de moda masculina GQ, que reconhece os homens mais influentes em diversos segmentos diferentes.
| Ano  | Recipiente | Categoria           | Resultado |
| ---- | ---------- | ------------------- | --------- |
| 2018 | Dua Lipa   | Artista Solo do Ano | Venceu    |

## Grammy Awards
O Grammy Awards é uma premiação musical estadunidense oferecida pela Academia Nacional de Artes e Ciências de Gravação (NARAS), que homenageia os profissionais da indústria musica.
| Ano  | Recipiente                                           | Categoria                             | Resultado |
| ---- | ---------------------------------------------------- | ------------------------------------- | --------- |
| 2019 | Dua Lipa                                             | Artista Revelação                     | Venceu    |
| 2019 | Electricity (com Silk City)                          | Melhor Gravação Dance                 | Venceu    |
| 2021 | "Don't Start Now"                                    | Gravação do Ano                       | Indicado  |
| 2021 | "Don't Start Now"                                    | Canção do Ano                         | Indicado  |
| 2021 | "Don't Start Now"                                    | Melhor Performance Pop Solo           | Indicado  |
| 2021 | Future Nostalgia                                     | Álbum do Ano                          | Indicado  |
| 2021 | Future Nostalgia                                     | Melhor Álbum Vocal de Pop             | Venceu    |
| 2021 | "Un Dia (One Day)" (com J Balvin, Bad Bunny & Tainy) | Melhor Performance Pop de Grupo/Dupla | Indicado  |
| 2024 | "Dance the Night"                                    | Canção do Ano                         | Indicado  |
| 2024 | "Dance the Night"                                    | Melhor Canção em Mídia Visual         | Indicado  |

## iHeartRadio Awards

### iHeartRadio Much Music Video Awards
O iHeartRadio Much Music Video Awards é uma premiação anual do canal de televisão canadense Much, que premia os melhores videoclipes do ano
| Ano  | Recipiente | Categoria                          | Resultado |
| ---- | ---------- | ---------------------------------- | --------- |
| 2018 | Dua Lipa   | Artista Revelação Favorito dos Fãs | Indicado  |

### iHeartRadio Music Awards
O iHeartRadio Music Awards é uma premiação de música americana fundada pela iHeartMedia, e que esteou em 2014.
| Ano  | Recipiente  | Categoria           | Resultado |
| ---- | ----------- | ------------------- | --------- |
| 2018 | "New Rules" | Melhor Videoclipe   | Indicado  |
| 2019 | "One Kiss"  | Música Dance do Ano | Indicado  |
| 2019 | Dua Lipa    | Cantora do Ano      | Indicado  |

## International Dance Music Awards
O International Dance Music Awards, criado em 1985, é uma premiação anual que homenageia artistas de musica dance e eletrônica. A premiação faz parte do Winter Music Conference (WMC), um festival de música eletrônica que acontece anualmente na cidade de Miami, nos E.U.A.
| Ano  | Recipiente                                | Categoria     | Resultado |
| ---- | ----------------------------------------- | ------------- | --------- |
| 2018 | "Scared to Be Lonely" (com Martin Garrix) | Melhor Canção | Indicado  |

## LOS40 Music Awards
O LOS40 Music Awards, anteriormente conhecido como Premios 40 Principales, é uma premiação espanhola da estação de rádio musical LOS40, criada em 2006 para celebrar o quadragésimo aniversário da fundação da cadeia radiofônica.
| Ano  | Recipiente  | Categoria                          | Resultado |
| ---- | ----------- | ---------------------------------- | --------- |
| 2018 | Dua Lipa    | Álbum Internacional do Ano         | Venceu    |
| 2018 | "One Kiss"  | Canção Internacional do Ano        | Indicado  |
| 2018 | "New Rules" | Vídeo Internacional do Ano         | Indicado  |
| 2018 | "New Rules" | Melhor Canção Internacional        | Venceu    |
| 2018 | Dua Lipa    | Artista/Grupo Internacional do Ano | Venceu    |

## MTV Awards

### MTV Europe Music Awards
O MTV Europe Music Awards foi criado em 1994 pela MTV Europe para premiar os videoclipes de artistas europeus e internacionais.
| Ano  | Recipiente                               | Categoria                           | Resultado |
| ---- | ---------------------------------------- | ----------------------------------- | --------- |
| 2016 | Dua Lipa                                 | Artista Revelação                   | Indicado  |
| 2017 | Dua Lipa                                 | Melhor Artista Britânico & Irlandês | Indicado  |
| 2017 | Dua Lipa                                 | Artista Revelação                   | Venceu    |
| 2017 | Dua Lipa                                 | Melhor Visual                       | Indicado  |
| 2020 | Dua Lipa                                 | Melhor Artista                      | Indicado  |
| 2020 | Dua Lipa                                 | Melhor Artista de Pop               | Indicado  |
| 2020 | Dua Lipa                                 | Melhor Artista Britânico & Irlandês | Indicado  |
| 2020 | "Don't Start Now"                        | Melhor Canção                       | Indicado  |
| 2021 | Dua Lipa                                 | Melhor Artista de Pop               | Indicado  |
| 2021 | Dua Lipa                                 | Melhor Artista Britânico & Irlandês | Indicado  |
| 2022 | "Sweetest Pie" (com Megan Thee Stallion) | Melhor Colaboração                  | Indicado  |
| 2023 | Dua Lipa                                 | Melhor Artista de Pop               | Pendente  |

### MTV Millennial Awards
O MTV Millennial Awards (comumente abreviado como MIAW) é uma premiação anual de música latino-americana, apresentada pelo canal MTV Latinoamérica para homenagear o melhor da música latina e do mundo digital da geração Y.
| Ano  | Recipiente                                 | Categoria         | Resultado |
| ---- | ------------------------------------------ | ----------------- | --------- |
| 2018 | Dua Lipa                                   | Instragram Global | Indicado  |
| 2018 | "New Rules"                                | Hit Global do Ano | Indicado  |
| 2019 | "Electricity" (com Silk City)              | Hit Global do Ano | Indicado  |
| 2021 | "Levitating" (com DaBaby)                  | Hit Global do Ano | Indicado  |
| 2022 | "Cold Heart (Pnau Remix)" (com Elton John) | Hit Global do Ano | Indicado  |
| 2022 | Dua Lipa                                   | Melhor Fandom     | Indicado  |

## MVF Awards
O Music Video Festival - MVF - é uma premiação brasileira com intuito de coroar as direções, figurinos e criações em videoclipes no ano visando a arte, a relevância e a narrativa do artista. 
| Ano  | Categoria                   | Indicação   | Resultado |
| ---- | --------------------------- | ----------- | --------- |
| 2021 | Melhor Live ou Show Virtual | Studio 2054 | Venceu    |

## Music Week Awards
O Music Week Awards é a única premiação musical do Reino Unido que reconhece gravadoras, publicações, apresentações ao vivo, varejistas, A&R, rádios, marketing e relações públicas, fundada pela revista Music Week.
| Ano  | Recipiente                 | Categoria                     | Resultado |
| ---- | -------------------------- | ----------------------------- | --------- |
| 2018 | Dua Lipa (com Foot Locker) | Parceria entre Musica & Marca | Indicado  |

## NME Awards
O NME Awards é uma premiação de música anual, fundada pela revista britânica de música NME, onde os vencedores são decididos pelo voto do público.
| Ano  | Recipiente  | Categoria                         | Resultado |
| ---- | ----------- | --------------------------------- | --------- |
| 2017 | Dua Lipa    | Melhor Artista Feminina Britânica | Indicado  |
| 2017 | Dua Lipa    | Melhor Artista Revelação          | Venceu    |
| 2018 | Dua Lipa    | Melhor Artista Solo Britânico     | Indicado  |
| 2018 | "New Rules" | Melhor Faixa                      | Indicado  |
| 2018 | "New Rules" | Melhor Vídeo                      | Indicado  |

## People's Choice Awards
O People's Choice Awards é uma premiação americana, reconhecendo as pessoas e o trabalho da cultura popular, votada pelo público em geral.
| Ano  | Recipiente         | Categoria                | Resultado |
| ---- | ------------------ | ------------------------ | --------- |
| 2018 | Dua Lipa           | Artista Feminina de 2018 | Indicado  |
| 2018 | "IDGAF"            | Videoclipe de 2018       | Indicado  |
| 2020 | Dua Lipa           | Artista Feminina de 2020 | Indicado  |
| 2020 | "Break My Heart"   | Canção de 2020           | Indicado  |
| 2020 | Future Nostalgia   | Álbum de 2020            | Indicado  |
| 2020 | "Un Dia (One Day)" | Videoclipe de 2020       | Indicado  |

## POPjustice £20 Music Prize
O POPjustice £ 20 Music Prize, também conhecido como POPjustice Twenty Quid Prize, é um prêmio anual concedido pelo site britânico de música POPJustice para reconhecer o melhor single pop britânico do ano anterior.
| Ano  | Recipiente         | Categoria                   | Resultado |
| ---- | ------------------ | --------------------------- | --------- |
| 2016 | "Hotter Than Hell" | Melhor Single Pop Britânico | Indicado  |

## Radio Disney Music Awards
O Radio Disney Music Awards é uma premiação americana anual, operada e regida pela Radio Disney.
| Ano  | Recipiente  | Categoria                  | Resultado |
| ---- | ----------- | -------------------------- | --------- |
| 2018 | "New Rules" | Melhor Canção de se Dublar | Venceu    |
| 2018 | Dua Lipa    | Artista Revelação do Ano   | Indicado  |

## SCTV Music Awards
O SCTV Music Awards, frequentemente chamado SMA, é uma cerimônia de premiação da indonésia concedida pela Surya Citra Media.
| Ano  | Recipiente | Categoria                                | Resultado |
| ---- | ---------- | ---------------------------------------- | --------- |
| 2017 | Dua Lipa   | Artista Internacional Jovem e Promissora | Venceu    |

## Shorty Awards
O Shorty Awards é um evento americano anual para premiar pessoas de redes sociais.
| Ano  | Recipiente  | Categoria                                                 | Resultado |
| ---- | ----------- | --------------------------------------------------------- | --------- |
| 2018 | "New Rules" | Melhor Uso de Vídeo                                       | Indicado  |
| 2018 | "New Rules" | Melhor Uso do YouTube                                     | Indicado  |
| 2018 | "New Rules" | Melhor em Hospitalidade                                   | Indicado  |
| 2018 | "New Rules" | Melhor Uso do Vídeo do Facebook                           | Indicado  |
| 2018 | Dua Lipa    | Melhor na Musica                                          | Indicado  |
| 2018 | Dua Lipa    | Melhor Influenciador e Campanha de Celebridade no YouTube | Venceu    |

## Silver Clef Award
O Silver Clef Award é um almoço e premiação musical anual do Reino Unido, o qual ocorre desde 1976.
| Ano  | Recipiente | Categoria   | Resultado |
| ---- | ---------- | ----------- | --------- |
| 2018 | Dua Lipa   | Melhor Show | Indicado  |

## Teen Choice Awards
O Teen Choice Awards foi criado em 1999 para homenagear os maiores feitos do ano na música, cinema, esportes e televisão, sendo votado por jovens entre 13 e 19 anos.
| Ano  | Recipiente                     | Categoria                  | Resultado |
| ---- | ------------------------------ | -------------------------- | --------- |
| 2017 | Dua Lipa                       | Artista Revelação          | Indicado  |
| 2018 | Dua Lipa                       | Artista Feminina           | Indicado  |
| 2018 | "New Rules"                    | Canção: Artista Feminina   | Indicado  |
| 2018 | "One Kiss" (com Calvin Harris) | Canção de Dance/Eletrônica | Indicado  |
| 2018 | "One Kiss" (com Calvin Harris) | Canção do Verão            | Indicado  |

## Telehit Awards
O Telehit Awards é uma premiação anual do canal mexicano de música Telehit.
| Ano  | Recipiente | Categoria                           | Resultado |
| ---- | ---------- | ----------------------------------- | --------- |
| 2017 | Dua Lipa   | Artista Emergente nas Redes Sociais | Indicado  |

## The Beano Awards
O The Beano é o quadrinho infantil mais antigo do Reino Unido, o qual é publicado pela DC Thomson. Os prêmios são votados pelos usuários do site do quadrinho.
| Ano  | Recipiente  | Categoria         | Resultado |
| ---- | ----------- | ----------------- | --------- |
| 2017 | "New Rules" | Canção Pop do Ano | Indicado  |

## UK Music Video Awards
O UK Music Video Awards é uma celebração anual de criatividade, excelência técnica e inovação em videoclipes.
| Ano  | Recipiente  | Categoria             | Resultado |
| ---- | ----------- | --------------------- | --------- |
| 2017 | "New Rules" | Melhor Vídeo Pop - UK | Venceu    |
| 2017 | "New Rules" | Prêmio VEVO Must See  | Indicado  |

## Urban Music Awards
O Urban Music Awards (UMA) é uma cerimônia de premiação britânica de musica dance, hip-hop, R&B e soul, lançada por Jordan Kensington em 2003, e atualmente ocorre em vários países.
| Ano  | Recipiente | Categoria          | Resultado |
| ---- | ---------- | ------------------ | --------- |
| 2017 | Dua Lipa   | Melhor Artista Pop | Indicado  |

## WDM Radio Awards
O WDM Radio Awards é uma cerimônia de premiação criada em 2017 pela rede radiofônica de língua espanhola LOS40, sob sua marca World Dance Music, anunciada como "a primeira prêmiação de rádio para música eletrônica".
| Ano  | Recipiente                                | Categoria                      | Resultado |
| ---- | ----------------------------------------- | ------------------------------ | --------- |
| 2018 | Dua Lipa                                  | Melhor Vocalista de Eletrônica | Venceu    |
| 2018 | "Scared to Be Lonely" (com Martin Garrix) | Melhor Faixa com Baixo         | Venceu    |

## Wish 107.5 Music Awards
O Wish 107.5 Music Awards é uma premiação oferecida pela estação de rádio das Filipinas Wish 107.5, onde são  homenageados os artistas que foram convidados e cantaram dentro do Wish FM Bus, percorrendo as ruas de Grande Manila.
| Ano  | Recipiente              | Categoria                                                 | Resultado |
| ---- | ----------------------- | --------------------------------------------------------- | --------- |
| 2018 | "Blow Your Mind (Mwah)" | Performance Exclusiva do Ano por um Artista Internacional | Venceu    |